# Giancarlo Esposito
Giancarlo Giuseppe Alessandro Esposito (Copenhague, 26 de abril de 1958), conocido como Giancarlo Esposito, es un actor y director de cine y televisión estadounidense nacido en Dinamarca, conocido sobre todo por su papel como Gustavo «Gus» Fring en las series Breaking Bad y Better Call Saul; como Moff Gideon en The Mandalorian; y como Stan Edgar en The Boys.

## Datos biográficos
Esposito nació en Copenhague (Dinamarca), de padre italiano y madre estadounidense. Su madre era una cantante afroamericana de ópera y bares oriunda de Alabama. Su padre era originario de Nápoles y trabajaba como tramoyista y carpintero. Esposito vivió en Europa, Nueva York y Cleveland hasta que su familia se estableció en Manhattan cuando tenía seis años de edad.
Actualmente tiene casas en Red Hook (Nueva York) y Ridgefield (Connecticut). Tiene cuatro hijas y está divorciado de su esposa, Joy McManigal, desde 2015.

## Carrera
Debutó en Broadway en 1966 a los ocho años interpretando a un joven esclavo junto a Shirley Jones en el musical Maggie Flynn. En ese entonces no se sintió ofendido por lo racial de la obra. "Tuve un solo y todo", declaró.
En la década de 1980, Esposito interpretó pequeños papeles en películas como Maximum Overdrive, King of New York y Trading Places, y en series de televisión como Miami Vice y Spenser: For Hire. Interpretó al cadete J.C. Pierce en la película Taps, más allá del honor (1981). En 1988, tuvo un papel clave en su carrera interpretando a un estudiante universitario en School Daze, de Spike Lee. En 1994 interpretó a Esteban, un traficante en la película Fresh (1994). Durante los siguientes cuatro años, Esposito haría un papel en The Usual Suspects (1995) y trabajaría en tres películas más de Lee: Do the Right Thing, Mo' Better Blues y Malcolm X.
En 2004, trabajó en la serie Cinco días para morir, junto con Timothy Hutton y Randy Quaid.[cita requerida]
Interpretó el papel de Gustavo Fring, en las series Breaking Bad y en el spin-off de esta, Better Call Saul. Trabajó en las series Revolution, interpretando al Capitán Neville, y Once Upon a Time, interpretando al genio de la lámpara y al espejo de la Reina Malvada.
Interpreta al nuevo contacto de Payday 2, el Dentista, incorporado al juego en el DLC llamado "The Big Bank", "Hoxton Breakout" y "The Diamond", además de ser el único que puede liberar a El viejo Hoxton. Interpreta al personaje Jorge en Maze Runner: The Scorch Trials.
En el año 2016, Giancarlo Esposito interpretó al padre de Mylene en la serie de Netflix The Get Down. En este mismo año es dirigido por Jodie Foster en Money Monster interpretando al Capitán de Policía Powell.
En 2017, Giancarlo Esposito participó en un papel importante en la película okja, de Netflix.
En 2018, repite su papel como Jorge en la última película de Maze Runner: The Death Cure. En este mismo año hace un cameo en la serie de HBO  Westworld. Ese mismo año, repite su papel como Gustavo "Gus" Fring en la serie Better Call Saul a partir de la tercera temporada hasta la sexta, emitida el
2022.
En 2019 interpretó al reverendo y congresista Adam Clayton Powell en la serie de HBO Godfather of Harlem, que tiene a Forest Whitaker en el papel protagónico, interpretando al mafioso Bumpy Johnson.
Desde 2019 interpreta a Moff Gideon, antiguo oficial del BSI y actualmente líder de los remanentes imperiales que aparecen en la serie The Mandalorian; desde este año también interpreta a Stan Edgar en The Boys (temporada 2; invitado: temporada 1), el director ejecutivo de Vought International y superior de Stillwell.
En el año 2021 interpretó a Anton Castillo, el antagonista principal de Far Cry 6.
En el año 2022 dio su voz a Faraday, un personaje del anime Cyberpunk Edgerunners.
En 2023 interpretó la voz de Baxter Stockman en la película animada Teenage Mutant Ninja Turtles: Mutant Mayhem.
En 2025 interpreta al ujier en jefe de la Casa Blanca AB Wynter en la serie de Netflix The residence. Su personaje es asesinado y el caso queda a cargo de la detective Cordelia Cupp, interpretada por Uzo Aduba. 